# Blythe (Géorgie)
Pour les articles homonymes, voir Blythe.
Blythe est une ville américaine située dans les comtés de Richmond et de Burke, en Géorgie. Selon le recensement de 2020, sa population est de 744 habitants.